# Renato Cardillo
Renato Cardillo (Messina, 6 giugno 1934 – Messina, 20 agosto 2022) è stato un calciatore italiano, di ruolo difensore.

## Caratteristiche tecniche
Giocava come terzino nel sistema.

## Carriera

### Club
Cardillo debuttò in Serie B nella stagione 1955-1956, giocando la gara contro il Verona il 30 dicembre 1955; quella rimase l'unica presenza della stagione. Al secondo campionato trovò maggior spazio, totalizzando 20 presenze. Nei tre tornei successivi rimase ai margini della rosa, scendendo in campo rispettivamente per 8, 3 e 7 volte. Tornò titolare fisso nel 1960-1961, campionato in cui mise insieme 28 presenze. La sua ultima stagione con il Messina in B fu quella del 1962-1963, conclusa con la vittoria del titolo e la promozione in Serie A.
Ha totalizzato 82 partite in Serie B con i colori messinesi.

## Palmarès

### Club

#### Competizioni nazionali
- Serie B: 1

Messina: 1962-1963